# Danais dauphinensis
Danais dauphinensis är en måreväxtart som beskrevs av Alberto Judice Leote Cavaco. Danais dauphinensis ingår i släktet Danais och familjen måreväxter. Inga underarter finns listade i Catalogue of Life.